# Görgényhodák
Görgényhodák (románul: Hodac) falu Maros megyében, Erdélyben, Romániában, Görgényhodák község központja.

## Fekvése
Szászrégentől keletre, a Görgény jobb partján fekvő település.

## Története
Nevét 1453-ban említette először oklevél Hodak néven. 1453-ban Hodak, 1733-ban Hudák, 1808-ban Hodák (Görgény), 1913-ban Görgényhodák néven írták.
Görgényhodák a görgényi vár tartozékaként a görgényi uradalomhoz tartozott a környező településekkel együtt. A falu nagyrészt az erdélyi fejedelmi családok tagjainak, rokonainak vagy leghívebb tanácsurainak zálogbirtoka volt.
A 20. század elején Maros-Torda vármegye Régeni alsó járásához tartozott.
1910-ben 3151 lakosából 44 magyar, 3070 román, melyből 31 római katolikus, 1264 görögkatolikus, 1810 görögkeleti ortodox, 32 izraelita volt.
Neve onnan vált közismertté, hogy 1990-ben a marosvásárhelyi fekete március során főleg innen, illetve Libánfalváról szállították be a románokat a magyarok megtámadására.